# Alingsås (commune)
La commune d'Alingsås est une commune suédoise du comté de Västra Götaland, peuplée d'environ 41 630 habitants (2020). Son chef-lieu se situe à Alingsås.

## Localités principales
- Alingsås
- Gräfsnäs
- Hjälmared
- Ingared
- Norsesund
- Sollebrunn
- Stora Mellby
- Västra Bodarna